# Bermudes aux Jeux olympiques d'été de 2020
Les Bermudes participent aux Jeux olympiques de 2020 à Tokyo au Japon. Il s'agit de sa 19e participation à des Jeux d'été.
Les Bermudes avait réussi à qualifier en dressage la cavalière Annabelle Collins avec sa monture Joyero en terminant dans les quatre premiers, en dehors de la sélection de groupe, des classements olympiques individuels FEI pour les groupes D et E (Amérique du Nord, centrale et du Sud). Le quota a ensuite été retiré, à la suite d'une blessure du cheval principal et d'un manquement aux exigences minimales d'admissibilité (MER) avec son nouveau cheval Chuppy Checker. 
Alors que la FINA accorde deux places aux Bermudes pour les Jeux de Tokyo au titre de l'universalité des Jeux, qui devaient être attribuées à Madelyn Moore et Jesse Washington, l'Association olympique des Bermudes annonce le 23 juin 2021 qu'elle décline ces deux quotas, les nageurs en question n'atteignant pas les « standards requis » pour la compétition.
C'est lors de cette olympiade que la première médaille d'or pour les Bermudes est remportée par Flora Duffy en Triathlon.

## Médaillés
| Sport     | Discipline       | Athlète(s)  | Performance     | Date       |
| --------- | ---------------- | ----------- | --------------- | ---------- |
| Triathlon | Épreuve féminine | Flora Duffy | 1 h 55 min 36 s | 27 juillet |

## Athlètes engagés
| Sport     | Hommes | Femmes | Total |
| --------- | ------ | ------ | ----- |
| Aviron    | 1      | 0      | 1     |
| Triathlon | 0      | 1      | 1     |
| Total     | 1      | 1      | 2     |

## Résultats

### Aviron
Dara Alizadeh a obtenu un quota non-nominatif pour le comité en skiff en finissant troisième de la finale B lors de la régate qualificative panaméricaine en mars 2021.
Légende: FA = finale A (médaille) ; FB = finale B (pas de médaille) ; FC = finale C (pas de médaille) ; FD = finale D (pas de médaille) ; FE = finale E (pas de médaille) ; FF = finale F (pas de médaille) ; SA/B = demi-finales A/B ; SC/D = demi-finales C/D ; SE/F = demi-finales E/F ; QF = quarts de finale; R= repêchage
| Athlète       | Épreuve | Séries        | Séries | Repêchage     | Repêchage | Quart de finale | Quart de finale | Demi-finales  | Demi-finales | Finale       | Finale |
| Athlète       | Épreuve | Temps         | Rang   | Temps         | Rang      | Temps           | Rang            | Temps         | Rang         | Temps        | Rang   |
| ------------- | ------- | ------------- | ------ | ------------- | --------- | --------------- | --------------- | ------------- | ------------ | ------------ | ------ |
| Dara Alizadeh | Skiff   | 7 min 34 s 96 | 4e R   | 7 min 35 s 90 | 2e QF     | 7 min 35 s 73   | 5e SC/D         | 7 min 11 s 14 | 3e FC        | 7 min 9 s 91 | 18e    |

### Triathlon
Flora Duffy est qualifiée pour les Jeux sur la base du classement mondial de l'ITU. 
| Athlètes    | Compétition | Natation (1,5 km) | Transition 1 | Vélo (40 km)   | Transition 2 | Course (10 km) | Temps           | Résultat                       |
| ----------- | ----------- | ----------------- | ------------ | -------------- | ------------ | -------------- | --------------- | ------------------------------ |
| Flora Duffy | Femmes      | 18 min 32 s       | 41 s         | 1 h 2 min 49 s | 34 s         | 33 min 0 s     | 1 h 55 min 36 s | Médaille d'or, Jeux olympiques |